# Daniel Armando Ríos
Daniel Armando Ríos (Miguel Hidalgo, Mexikóváros, 1995. február 22. –) mexikói labdarúgó, a kanadai Vancouver Whitecaps csatára kölcsönben a Guadalajara csapatától.

## Pályafutása
Ríos a Mexikóváros Miguel Hidalgo kerületében született. Az ifjúsági pályafutását 2009-ben a Guadalajara akadémiájánál kezdte.
2015-ben mutatkozott be a Guadalajara felnőtt csapatában, ahol csak az Irapuato elleni kupamérkőzésen lépett pályára. 2016 és 2018 között több klubnál is szerepelt kölcsönben, játszott például a Coras, a Zacatepec és a North Carolina csapataiban is.
2018 decemberében az amerikai másodosztályban szereplő Nashville szerződtette le. Először 2019. március 10-én, Loudoun ellen 2–0-ra megnyert bajnokin lépett pályára és egyben megszerezte első gólját is a klub színeiben.
2022. február 25-én egyéves szerződést kötött az újonnan alakult Charlotte együttesével. Először 2022. február 27-ei, DC United ellen 3–0-ra elvesztett mérkőzés 66. percében, McKinze Gaines cseréjeként lépett pályára. Első gólját 2022. május 22-én, a Vancouver Whitecaps ellen hazai pályán 2–1-re megnyert találkozón szerezte meg. 2022. október 1-jén, a Philadelphia Union ellen 4–0-ás győzelemmel zárult bajnokin mesternégyest szerzett a klub színeiben. 2023-ban visszatért a Guadalajarához. A 2024-es szezonban az amerikai Atlanta Unitednél, majd 2025-ben a kanadai Vancouver Whitecaps-nél játszott mint kölcsönjátékos.

## Statisztikák
2024. augusztus 4. szerint
| Klub                        | Szezon   | Osztály          | Bajnokság | Bajnokság | Kupa  | Kupa | Nemzetközi | Nemzetközi | Összesen | Összesen |
| Klub                        | Szezon   | Osztály          | Meccs     | Gól       | Meccs | Gól  | Meccs      | Gól        | Meccs    | Gól      |
| --------------------------- | -------- | ---------------- | --------- | --------- | ----- | ---- | ---------- | ---------- | -------- | -------- |
| North Carolina (kölcsönben) | 2018     | USL              | 31        | 20        | 1     | 0    | —          | —          | 32       | 20       |
| Nashville                   | 2019     | USL Championship | 33        | 21        | 0     | 0    | —          | —          | 33       | 21       |
| Nashville                   | 2020     | MLS              | 21        | 5         | 0     | 0    | —          | —          | 21       | 5        |
| Nashville                   | 2021     | MLS              | 12        | 1         | 0     | 0    | —          | —          | 12       | 1        |
| Charlotte                   | 2022     | MLS              | 27        | 7         | 3     | 2    | —          | —          | 30       | 9        |
| Guadalajara                 | 2022–23  | Liga MX          | 14        | 1         | 0     | 0    | —          | —          | 14       | 1        |
| Guadalajara                 | 2023–24  | Liga MX          | 5         | 0         | 0     | 0    | —          | —          | 5        | 0        |
| Atlanta United (kölcsönben) | 2024     | MLS              | 18        | 6         | 3     | 1    | 2          | 2          | 23       | 9        |
| Összesen                    | Összesen | Összesen         | 161       | 61        | 7     | 3    | 2          | 2          | 170      | 66       |